# Symphyotrichum yukonense
Symphyotrichum yukonense là một loài thực vật có hoa trong họ Cúc. Loài này được (Cronquist) G.L.Nesom miêu tả khoa học đầu tiên.